# Podolí (okres Žďár nad Sázavou)
Podolí (německy Podol) je obec v okrese Žďár nad Sázavou v Kraji Vysočina. Žije zde 95 obyvatel.

## Historie
První písemná zmínka o obci pochází z roku 1333.
| Rok            | 1869 | 1880 | 1890 | 1900 | 1910 | 1921 | 1930 | 1950 | 1961 | 1970 | 1980 | 1991 | 2001 | 2006 | 2013 |
| Počet obyvatel | 178  | 186  | 163  | 163  | 165  | 167  | 166  | 138  | 147  | 130  | 115  | 100  | 101  | 93   | 93   |